# SN 1998I
SN 1998I – supernowa typu Ia odkryta 23 stycznia 1998 roku w galaktyce A080451+0515. W momencie odkrycia miała maksymalną jasność 23,60m.